# 2019–2020-as NBA-szezon
A National Basketball Association 2019–20-as szezonja az amerikai professzionális kosárlabdaliga 74. évada volt. Az alapszakasz 2019. október 22-én kezdődött és 2020. április 15-én ért volna véget, de a Covid19-pandémia miatt felfüggesztették 2020. március 11-én. A 2020-as All Star-gálát 2020. február 16-án játszották a chicagói Union Centerben. A rájátszás eredetileg április 18-án kezdődött volna és júniusban ért volna véget. A szezon felfüggesztésének idején a csapatok 63-67 mérkőzést játszottak.
Június 4-én az NBA jóváhagyta az NBA-buborékot, hogy újraindítsák a szezont július 30-án. A buborékba a 22 legjobb csapat szerepelt, a rájátszásba szokásos módon 16 csapat jutott be.
Augusztus 26-án ismét felfüggesztették a szezont, miután. a játékosok sztrájkolni kezdtek az ismételt rendőri túlkapásokat követően. Ez a szünet három napig tartott. Ez volt a leghosszabb NBA-szezon, 355 napig tartott.

## Alapszakasz
| A rájátszásba jutottak (A kiemelések száma zárójelben) |

Az alapszakaszban mindegyik csapat 82 mérkőzést játszott.

### Csoportonként
| Keleti főcsoport         |    |    |       |      |
| Atlanti csoport          |    |    |       |      |
| Csapat                   | Gy | V  | %     | GB   |
| Toronto Raptors (2)      | 53 | 19 | 73,6% | —    |
| Boston Celtics (3)       | 48 | 24 | 66,7% | 5,0  |
| Philadelphia 76ers (6)   | 43 | 30 | 58,9% | 10,5 |
| Brooklyn Nets (7)        | 35 | 37 | 48,6% | 18,0 |
| New York Knicks (12)     | 21 | 45 | 29,0% | 29,0 |
| Központi csoport         |    |    |       |      |
| Csapat                   | Gy | V  | %     | GB   |
| Milwaukee Bucks (1)      | 56 | 17 | 76,7% | —    |
| Indiana Pacers (4)       | 45 | 28 | 61,6% | 11,0 |
| Chicago Bulls (11)       | 22 | 43 | 33,8% | 30,0 |
| Detroit Pistons (13)     | 20 | 46 | 30,3% | 32,5 |
| Cleveland Cavaliers (15) | 19 | 46 | 29,2% | 33,0 |
| Délkeleti csoport        |    |    |       |      |
| Csapat                   | Gy | V  | %     | GB   |
| Miami Heat (5)           | 44 | 29 | 60,3% | —    |
| Orlando Magic (8)        | 33 | 40 | 45,2% | 3,0  |
| Washington Wizards (9)   | 25 | 47 | 34,7% | 3,0  |
| Charlotte Hornets (10)   | 23 | 42 | 35,4% | 10,0 |
| Atlanta Hawks (14)       | 20 | 47 | 29,9% | 13,0 |

| Nyugati főcsoport           |    |    |       |      |
| Északnyugati csoport        |    |    |       |      |
| Csapat                      | Gy | V  | %     | GB   |
| Denver Nuggets (2)          | 46 | 27 | 63,0% | —    |
| Oklahoma City Thunder (5)   | 44 | 28 | 61,0% | 1,5  |
| Utah Jazz (6)               | 44 | 28 | 61,0% | 1,5  |
| Portland Trail Blazers (8)  | 35 | 39 | 47,3% | 11,5 |
| Minnesota Timberwolves (11) | 19 | 45 | 29,7% | 22,5 |
| Csendes-óceáni csoport      |    |    |       |      |
| Csapat                      | Gy | V  | %     | GB   |
| Los Angeles Lakers (1)      | 52 | 19 | 73,2% | —    |
| Los Angeles Clippers (2)    | 49 | 23 | 68,1% | 3,5  |
| Phoenix Suns (10)           | 34 | 39 | 46,6% | 19,0 |
| Sacramento Kings (12)       | 31 | 41 | 43,1% | 21,5 |
| Golden State Warriors (15)  | 15 | 50 | 23,1% | 34,0 |
| Délnyugati csoport          |    |    |       |      |
| Csapat                      | Gy | V  | %     | GB   |
| Houston Rockets (4)         | 44 | 28 | 61,1% | —    |
| Dallas Mavericks (7)        | 43 | 32 | 57,3% | 2,5  |
| Memphis Grizzlies (9)       | 34 | 39 | 46,6% | 10,5 |
| San Antonio Spurs (11)      | 32 | 39 | 45,1% | 11,5 |
| New Orleans Pelicans (13)   | 30 | 42 | 41,7% | 14,0 |

### Főcsoportonként
- z – Hazai pálya előny az egész rájátszásban
- c – Hazai pálya előny a főcsoportdöntőig
- y – Csoportgyőztes
- x – Rájátszásba jutott

| Keleti főcsoport |                        |    |    |       |      |
| Hely.            | Csapat                 | Gy | V  | %     | GB   |
| 1.               | (z) Milwaukee Bucks    | 56 | 22 | 76,7% | —    |
| 2.               | (y) Toronto Raptors    | 53 | 24 | 73,6% | 2,5  |
| 3.               | (x) Boston Celtics     | 48 | 31 | 66,7% | 7,5  |
| 4.               | (x) Indiana Pacers     | 45 | 33 | 61,6% | 11   |
| 5.               | (y) Miami Heat         | 44 | 34 | 60,3% | 12   |
| 6.               | (x) Philadelphia 76ers | 43 | 40 | 58,9% | 13   |
| 7.               | (x) Brooklyn Nets      | 35 | 40 | 48,6% | 20,5 |
| 8.               | (x) Orlando Magic      | 33 | 41 | 45,2% | 23,0 |
|                  |                        |    |    |       |      |
| 9.               | Charlotte Hornets      | 25 | 47 | 34,7% | 30,5 |
| 10.              | Miami Heat             | 23 | 42 | 35,4% | 29   |
| 11.              | Washington Wizards     | 22 | 43 | 33,8% | 30   |
| 12.              | Atlanta Hawks          | 21 | 45 | 31,8% | 31,5 |
| 13.              | Chicago Bulls          | 20 | 46 | 30,3% | 32,5 |
| 14.              | Cleveland Cavaliers    | 20 | 47 | 29,9% | 33,0 |
| 15.              | New York Knicks        | 19 | 46 | 29,2% | 33,0 |

| Nyugati főcsoport |                            |    |    |       |      |
| Hely.             | Csapat                     | Gy | V  | %     | GB   |
| 1.                | (c) Los Angeles Lakers     | 52 | 19 | 73,2% | —    |
| 2.                | (y) Los Angeles Clippers   | 49 | 23 | 68,1% | 3,5  |
| 3.                | (y) Denver Nuggets         | 46 | 27 | 63,0% | 7    |
| 4.                | (y) Houston Rockets        | 44 | 28 | 61,1% | 8,5  |
| 5.                | (x) Oklahoma City Thunder  | 44 | 28 | 61,1% | 8,5  |
| 6.                | (x) Utah Jazz              | 44 | 28 | 61,1% | 8,5  |
| 7.                | (x) Dallas Mavericks       | 43 | 32 | 57,3% | 11,0 |
| 8.                | (x) Portland Trail Blazers | 35 | 39 | 47,3% | 18,5 |
|                   |                            |    |    |       |      |
| 9.                | Memphis Grizzlies          | 34 | 39 | 46,6% | 19   |
| 10.               | Phoenix Suns               | 34 | 39 | 46,6% | 19   |
| 11.               | San Antonio Spurs          | 32 | 39 | 45,1% | 20   |
| 12.               | Sacramento Kings           | 31 | 41 | 43,1% | 21,5 |
| 13.               | New Orleans Pelicans       | 30 | 42 | 41,7% | 22,5 |
| 14.               | Minnesota Timberwolves     | 19 | 45 | 29,7% | 29,5 |
| 15.               | Golden State Warriors      | 15 | 50 | 23,1% | 34,0 |

### Play-In
Nyugati főcsoport: (8) Portland Trail Blazers vs. (9) Memphis Grizzlies
| 2020. augusztus 15. 14:30            | Memphis Grizzlies                        | 122-126   | Portland Trail Blazers | HP Field House, Walt Disney World, Florida Játékvezetők: James Capers, Pat Fraher, Tony Brown |
| 2020. augusztus 15. 14:30            | (19–31, 33–27, 42–31, 28–37) Jegyzőkönyv |           |                        | HP Field House, Walt Disney World, Florida Játékvezetők: James Capers, Pat Fraher, Tony Brown |
| 2020. augusztus 15. 14:30            | Ja Morant 35                             | Pont      | Damian Lillard 31      | HP Field House, Walt Disney World, Florida Játékvezetők: James Capers, Pat Fraher, Tony Brown |
| 2020. augusztus 15. 14:30            | Jonas Valančiūnas 17                     | Lepattanó | Jusuf Nurkić 21        | HP Field House, Walt Disney World, Florida Játékvezetők: James Capers, Pat Fraher, Tony Brown |
| 2020. augusztus 15. 14:30            | Kyle Anderson 9                          | Gólpassz  | Damian Lillard 10      | HP Field House, Walt Disney World, Florida Játékvezetők: James Capers, Pat Fraher, Tony Brown |
| Portland Trail Blazers győzelem, 1–0 |                                          |           |                        | HP Field House, Walt Disney World, Florida Játékvezetők: James Capers, Pat Fraher, Tony Brown |

A nyolcadik helyezettként a Portland Trail Blazers-nek egy győzelemre volt szüksége a továbbjutásra, míg a Memphis Grizzlies-nek kettőre.

## Rájátszás
A 2020-as NBA-rájátszás augusztus 17-én kezdődött és a 2020-as NBA-döntővel ért véget október 11-én.
|  | Első forduló (4 nyert mérkőzésig) | Első forduló (4 nyert mérkőzésig) | Első forduló (4 nyert mérkőzésig) |             |    | Főcsoport-elődöntők (4 nyert mérkőzésig) | Főcsoport-elődöntők (4 nyert mérkőzésig) | Főcsoport-elődöntők (4 nyert mérkőzésig) |  |  | Főcsoportdöntők (4 nyert mérkőzésig) | Főcsoportdöntők (4 nyert mérkőzésig) | Főcsoportdöntők (4 nyert mérkőzésig) |  |  | NBA-döntő (4 nyert mérkőzésig) | NBA-döntő (4 nyert mérkőzésig) | NBA-döntő (4 nyert mérkőzésig) |  |
|  |                                   |                                   |                                   |             |    |                                          |                                          |                                          |  |  |                                      |                                      |                                      |  |  |                                |                                |                                |  |
|  | E1                                | Milwaukee*                        | 4                                 |             |    |                                          |                                          |                                          |  |  |                                      |                                      |                                      |  |  |                                |                                |                                |  |
|  | E1                                | Milwaukee*                        | 4                                 |             |    |                                          |                                          |                                          |  |  |                                      |                                      |                                      |  |  |                                |                                |                                |  |
|  | E8                                | Orlando                           | 1                                 |             |    |                                          |                                          |                                          |  |  |                                      |                                      |                                      |  |  |                                |                                |                                |  |
|  | E8                                | Orlando                           | 1                                 |             | E1 | Milwaukee*                               | 1                                        |                                          |  |  |                                      |                                      |                                      |  |  |                                |                                |                                |  |
|  |                                   |                                   |                                   |             | E1 | Milwaukee*                               | 1                                        |                                          |  |  |                                      |                                      |                                      |  |  |                                |                                |                                |  |
|  |                                   |                                   | E5                                | Miami*      | 4  |                                          |                                          |                                          |  |  |                                      |                                      |                                      |  |  |                                |                                |                                |  |
|  | E4                                | Indiana                           | E5                                | Miami*      | 4  | 0                                        |                                          |                                          |  |  |                                      |                                      |                                      |  |  |                                |                                |                                |  |
|  | E4                                | Indiana                           |                                   |             |    |                                          |                                          |                                          |  |  |                                      |                                      |                                      |  |  |                                |                                |                                |  |
|  | E5                                | Miami*                            | 4                                 |             |    |                                          |                                          |                                          |  |  |                                      |                                      |                                      |  |  |                                |                                |                                |  |
|  | E5                                | Miami*                            | 4                                 |             | E5 | Miami*                                   | 4                                        |                                          |  |  |                                      |                                      |                                      |  |  |                                |                                |                                |  |
|  | Keleti főcsoport                  |                                   |                                   |             | E5 | Miami*                                   | 4                                        |                                          |  |  |                                      |                                      |                                      |  |  |                                |                                |                                |  |
|  |                                   |                                   | E3                                | Boston      | 2  |                                          |                                          |                                          |  |  |                                      |                                      |                                      |  |  |                                |                                |                                |  |
|  | E3                                | Boston                            | E3                                | Boston      | 2  | 4                                        |                                          |                                          |  |  |                                      |                                      |                                      |  |  |                                |                                |                                |  |
|  | E3                                | Boston                            |                                   |             |    |                                          |                                          |                                          |  |  |                                      |                                      |                                      |  |  |                                |                                |                                |  |
|  | E6                                | Philadelphia                      | 0                                 |             |    |                                          |                                          |                                          |  |  |                                      |                                      |                                      |  |  |                                |                                |                                |  |
|  | E6                                | Philadelphia                      | 0                                 |             | E3 | Boston                                   | 4                                        |                                          |  |  |                                      |                                      |                                      |  |  |                                |                                |                                |  |
|  |                                   |                                   |                                   |             | E3 | Boston                                   | 4                                        |                                          |  |  |                                      |                                      |                                      |  |  |                                |                                |                                |  |
|  |                                   |                                   | E2                                | Toronto*    | 3  |                                          |                                          |                                          |  |  |                                      |                                      |                                      |  |  |                                |                                |                                |  |
|  | E2                                | Toronto*                          | E2                                | Toronto*    | 3  | 4                                        |                                          |                                          |  |  |                                      |                                      |                                      |  |  |                                |                                |                                |  |
|  | E2                                | Toronto*                          |                                   |             |    |                                          |                                          |                                          |  |  |                                      |                                      |                                      |  |  |                                |                                |                                |  |
|  | E7                                | Brooklyn                          | 0                                 |             |    |                                          |                                          |                                          |  |  |                                      |                                      |                                      |  |  |                                |                                |                                |  |
|  | E7                                | Brooklyn                          | 0                                 |             | E5 | Miami*                                   | 2                                        |                                          |  |  |                                      |                                      |                                      |  |  |                                |                                |                                |  |
|  |                                   |                                   |                                   |             |    |                                          |                                          |                                          |  |  |                                      |                                      |                                      |  |  |                                |                                |                                |  |
|  |                                   |                                   | W1                                | LA Lakers*  | 4  |                                          |                                          |                                          |  |  |                                      |                                      |                                      |  |  |                                |                                |                                |  |
|  | W1                                | LA Lakers*                        | W1                                | LA Lakers*  | 4  | 4                                        |                                          |                                          |  |  |                                      |                                      |                                      |  |  |                                |                                |                                |  |
|  | W1                                | LA Lakers*                        |                                   |             |    |                                          |                                          |                                          |  |  |                                      |                                      |                                      |  |  |                                |                                |                                |  |
|  | W8                                | Portland                          | 1                                 |             |    |                                          |                                          |                                          |  |  |                                      |                                      |                                      |  |  |                                |                                |                                |  |
|  | W8                                | Portland                          | 1                                 |             | W1 | LA Lakers*                               | 4                                        |                                          |  |  |                                      |                                      |                                      |  |  |                                |                                |                                |  |
|  |                                   |                                   |                                   |             | W1 | LA Lakers*                               | 4                                        |                                          |  |  |                                      |                                      |                                      |  |  |                                |                                |                                |  |
|  |                                   |                                   | W4                                | Houston*    | 1  |                                          |                                          |                                          |  |  |                                      |                                      |                                      |  |  |                                |                                |                                |  |
|  | W4                                | Houston*                          | W4                                | Houston*    | 1  | 4                                        |                                          |                                          |  |  |                                      |                                      |                                      |  |  |                                |                                |                                |  |
|  | W4                                | Houston*                          |                                   |             |    |                                          |                                          |                                          |  |  |                                      |                                      |                                      |  |  |                                |                                |                                |  |
|  | W5                                | Oklahoma City                     | 3                                 |             |    |                                          |                                          |                                          |  |  |                                      |                                      |                                      |  |  |                                |                                |                                |  |
|  | W5                                | Oklahoma City                     | 3                                 |             | W1 | LA Lakers*                               | 4                                        |                                          |  |  |                                      |                                      |                                      |  |  |                                |                                |                                |  |
|  | Nyugati főcsoport                 |                                   |                                   |             | W1 | LA Lakers*                               | 4                                        |                                          |  |  |                                      |                                      |                                      |  |  |                                |                                |                                |  |
|  |                                   |                                   | W3                                | Denver*     | 1  |                                          |                                          |                                          |  |  |                                      |                                      |                                      |  |  |                                |                                |                                |  |
|  | W3                                | Denver*                           | W3                                | Denver*     | 1  | 4                                        |                                          |                                          |  |  |                                      |                                      |                                      |  |  |                                |                                |                                |  |
|  | W3                                | Denver*                           |                                   |             |    |                                          |                                          |                                          |  |  |                                      |                                      |                                      |  |  |                                |                                |                                |  |
|  | W6                                | Utah                              | 3                                 |             |    |                                          |                                          |                                          |  |  |                                      |                                      |                                      |  |  |                                |                                |                                |  |
|  | W6                                | Utah                              | 3                                 |             | W3 | Denver*                                  | 4                                        |                                          |  |  |                                      |                                      |                                      |  |  |                                |                                |                                |  |
|  |                                   |                                   |                                   |             | W3 | Denver*                                  | 4                                        |                                          |  |  |                                      |                                      |                                      |  |  |                                |                                |                                |  |
|  |                                   |                                   | W2                                | LA Clippers | 3  |                                          |                                          |                                          |  |  |                                      |                                      |                                      |  |  |                                |                                |                                |  |
|  | W2                                | LA Clippers                       | W2                                | LA Clippers | 3  | 4                                        |                                          |                                          |  |  |                                      |                                      |                                      |  |  |                                |                                |                                |  |
|  | W2                                | LA Clippers                       |                                   |             |    |                                          |                                          |                                          |  |  |                                      |                                      |                                      |  |  |                                |                                |                                |  |
|  | W7                                | Dallas                            | 2                                 |             |    |                                          |                                          |                                          |  |  |                                      |                                      |                                      |  |  |                                |                                |                                |  |

- E – Keleti főcsoport (East)
- W – Nyugati főcsoport (West)
- * – csoportgyőztes
- félkövér - sorozat győztese

## Statisztikák

### Játékosok

#### Szezon
| Kategória                | Játékos             | Csapat(ok)             | Statisztika |
| ------------------------ | ------------------- | ---------------------- | ----------- |
| Pont/mérkőzés            | James Harden        | Houston Rockets        | 34.3        |
| Lepattanó/mérkőzés       | Andre Drummond      | Detroit/Cleveland      | 15.2        |
| Gólpassz/mérkőzés        | LeBron James        | Los Angeles Lakers     | 10.2        |
| Steal/mérkőzés           | Ben Simmons         | Philadelphia 76ers     | 2.1         |
| Blokk/mérkőzés           | Hassan Whiteside    | Portland Trail Blazers | 2.9         |
| Eladott labda/mérkőzés   | Trae Young          | Atlanta Hawks          | 4.8         |
| Szabálytalanság/mérkőzés | Jaren Jackson Jr.   | Memphis Grizzlies      | 4.1         |
| Perc/mérkőzés            | Damian Lillard      | Portland Trail Blazers | 37.5        |
| FG%                      | Mitchell Robinson   | New York Knicks        | 74.2%       |
| FT%                      | Duncan Robinson     | Miami Heat             | 93.1%       |
| 3FG%                     | George Hill         | Milwaukee Bucks        | 46.0%       |
| Hatékonyság/mérkőzés     | Jánisz Antetokúnmpo | Milwaukee Bucks        | 34.6        |
| Dupla-dupla              | Jánisz Antetokúnmpo | Milwaukee Bucks        | 56          |
| Tripla-dupla             | Luka Dončić         | Dallas Mavericks       | 17          |

#### Mérkőzésrekordok
| Kategória   | Játékos           | Csapat                 | Statisztika |
| ----------- | ----------------- | ---------------------- | ----------- |
| Pont        | Damian Lillard    | Portland Trail Blazers | 61          |
| Lepattanó   | Jonas Valančiūnas | Memphis Grizzlies      | 25          |
| Gólpassz    | LeBron James      | Los Angeles Lakers     | 19          |
| Gólpassz    | Luka Dončić       | Dallas Mavericks       | 19          |
| Steal       | Ben Simmons       | Philadelphia 76ers     | 7           |
| Steal       | Fred VanVleet     | Toronto Raptors        | 7           |
| Steal       | Jonathan Isaac    | Orlando Magic          | 7           |
| Steal       | Elfrid Payton     | New York Knicks        | 7           |
| Steal       | Dennis Smith Jr.  | New York Knicks        | 7           |
| Steal       | Ricky Rubio       | Phoenix Suns           | 7           |
| Steal       | OG Anunoby        | Toronto Raptors        | 7           |
| Blokk       | Hassan Whiteside  | Portland Trail Blazers | 10          |
| Hárompontos | Zach LaVine       | Chicago Bulls          | 13          |

### Csapatok
| Kategória              | Csapat             | Statisztika |
| ---------------------- | ------------------ | ----------- |
| Pont/mérkőzés          | Milwaukee Bucks    | 118.7       |
| Lepattanó/mérkőzés     | Milwaukee Bucks    | 51.7        |
| Gólpassz/mérkőzés      | Phoenix Suns       | 27.2        |
| Steal/mérkőzés         | Chicago Bulls      | 10.0        |
| Blokk/mérkőzés         | Los Angeles Lakers | 6.6         |
| Eladott labda/mérkőzés | San Antonio Spurs  | 12.6        |
| FG%                    | Los Angeles Lakers | 48.0%       |
| FT%                    | Phoenix Suns       | 83.4%       |
| 3FG%                   | Utah Jazz          | 38.0%       |
| +/−                    | Milwaukee Bucks    | +10.1       |

## Díjak
Az alább feltüntetett díjak a március 11-ig tartó időszakra vonatkoznak.
| Díj                                 | Díjazott | Döntősök |
| ----------------------------------- | --- | --- |
| Most Valuable Player                | Jánisz Antetokúnmpo (Milwaukee Bucks) | James Harden (Houston Rockets) LeBron James (Los Angeles Lakers) |
| Az év védekező játékosa             | Jánisz Antetokúnmpo (Milwaukee Bucks) | Anthony Davis (Los Angeles Lakers) Rudy Gobert (Utah Jazz) |
| Az év újonca                        | Ja Morant (Memphis Grizzlies) | Kendrick Nunn (Miami Heat) Zion Williamson (New Orleans Pelicans) |
| Az év hatodik embere                | Montrezl Harrell (Los Angeles Clippers) | Dennis Schröder (Oklahoma City Thunder) Lou Williams (Los Angeles Clippers)                                                                                               |
| Legtöbbet Fejlődött Játékos         | Brandon Ingram (New Orleans Pelicans) | Bam Adebayo (Miami Heat) Luka Dončić (Dallas Mavericks) |
| Az év edzője                        | Nick Nurse (Toronto Raptors) | Mike Budenholzer (Milwaukee Bucks) Billy Donovan (Oklahoma City Thunder)                                                                                                  |
| Az év ügyvezetője                   | Lawrence Frank (Los Angeles Clippers) | Sam Presti (Oklahoma City Thunder) Pat Riley (Miami Heat) |
| NBA Sportember-díj                  | Vince Carter (Atlanta Hawks) | Steven Adams (Oklahoma City Thunder) Harrison Barnes (Sacramento Kings) Langston Galloway (Detroit Pistons) Tyus Jones (Memphis Grizzlies) Garrett Temple (Brooklyn Nets) |
| J. Walter Kennedy Citizenship Award | Malcolm Brogdon (Indiana Pacers) | Jrue Holiday (New Orleans Pelicans) Kevin Love (Cleveland Cavaliers) Josh Okogie (Minnesota Timberwolves) Lloyd Pierce (Atlanta Hawks)                                    |
| Twyman–Stokes Az év csapattársa-díj | Jrue Holiday (New Orleans Pelicans) | Tobias Harris (Philadelphia 76ers) Kyle Korver (Milwaukee Bucks) |
| Community Assist Award              | Harrison Barnes (Sacramento Kings) Jaylen Brown (Boston Celtics) George Hill (Milwaukee Bucks) Chris Paul (Oklahoma City Thunder) Dwight Powell (Dallas Mavericks) | |

| - All-NBA Első csapat: - F Jánisz Antetokúnmpo, Milwaukee Bucks - F LeBron James, Los Angeles Lakers - C Anthony Davis, Los Angeles Lakers - G Luka Dončić, Dallas Mavericks - G James Harden, Houston Rockets  | - All-NBA Második csapat: - F Kawhi Leonard, Los Angeles Clippers - F Pascal Siakam, Toronto Raptors - C Nikola Jokić, Denver Nuggets - G Chris Paul, Oklahoma City Thunder - G Damian Lillard, Portland Trail Blazers | - All-NBA Harmadik csapat: - F Jayson Tatum, Boston Celtics - F Jimmy Butler, Miami Heat - C Rudy Gobert, Utah Jazz - G Ben Simmons, Philadelphia 76ers - G Russell Westbrook, Houston Rockets |
| - NBA All-Defensive Első csapat: - F Jánisz Antetokúnmpo, Milwaukee Bucks - F Anthony Davis, Los Angeles Lakers - C Rudy Gobert, Utah Jazz - G Ben Simmons, Philadelphia 76ers - G Marcus Smart, Boston Celtics | - NBA All-Defensive Második csapat: - F Bam Adebayo, Miami Heat - F Kawhi Leonard, Los Angeles Clippers - C Brook Lopez, Milwaukee Bucks - G Eric Bledsoe, Milwaukee Bucks - G Patrick Beverley, Los Angeles Clippers  | |
| - NBA Első Újonc csapat: - Ja Morant, Memphis Grizzlies - Kendrick Nunn, Miami Heat - Brandon Clarke, Memphis Grizzlies - Zion Williamson, New Orleans Pelicans - Eric Paschall, Golden State Warriors          | - NBA Második Újonc csapat: - Tyler Herro, Miami Heat - Terence Davis, Toronto Raptors - Coby White, Chicago Bulls - P. J. Washington, Charlotte Hornets - Hacsimura Rui, Washington Wizards                           | |

### Helyezést eldöntő mérkőzések díjazottjai
Az NBA.com alapján.
| Díj               | Győztes(ek)                             |
| ----------------- | --------------------------------------- |
| Az időszak MVP-je | Damian Lillard (Portland Trail Blazers) |
| Az időszak edzője | Monty Williams (Phoenix Suns)           |
| Első csapat       | Devin Booker (Phoenix Suns)             |
| Első csapat       | Luka Dončić (Dallas Mavericks)          |
| Első csapat       | James Harden (Houston Rockets)          |
| Első csapat       | Damian Lillard (Portland Trail Blazers) |
| Első csapat       | T. J. Warren (Indiana Pacers)           |
| Második csapat    | Jánisz Antetokúnmpo (Milwaukee Bucks)   |
| Második csapat    | Kawhi Leonard (Los Angeles Clippers)    |
| Második csapat    | Caris LeVert (Brooklyn Nets)            |
| Második csapat    | Michael Porter Jr. (Denver Nuggets)     |
| Második csapat    | Kristaps Porziņģis (Dallas Mavericks)   |